# Sześcian (geometria)

Sześcian nie musi mieć krawędzi równoległych do osi przyjętego układu współrzędnych.

Sześcian

Przykładowe siatki sześcianu

Animacja obrotu

Sześcian (inaczej sześciościan foremny a. z gr. heksaedr) – wielościan foremny o sześciu ścianach w kształcie przystających kwadratów. Ma dwanaście krawędzi, osiem wierzchołków i cztery przekątne. Ścinając odpowiednio wierzchołki sześcianu otrzymujemy wielościan półforemny o nazwie sześcian ścięty.
Kąt między ścianami o wspólnej krawędzi jest kątem prostym, zaś kąt bryłowy przy wierzchołku (tj. kąt trójścienny) ma miarę π/2.
Grupą symetrii sześcianu jest Oh.
Sześcian jest szczególnym przypadkiem:
- graniastosłupa prawidłowego,
- hipersześcianu (w przestrzeni trójwymiarowej),
- sześciościanu,
- prostopadłościanu,
- romboedru[4].

Istnieje tylko 11 siatek sześcianu. Aby je otrzymać, trzeba wykonać co najmniej 7 cięć wzdłuż krawędzi.

## Wzory
Niech a oznacza długość krawędzi sześcianu.
- Wzór na objętość sześcianu:

{\displaystyle V=a^{3}=a\cdot a\cdot a}
- Wzór na pole powierzchni całkowitej sześcianu:

{\displaystyle S=6a^{2}}
- Wzór na długość przekątnej sześcianu:

{\displaystyle d=a{\sqrt {3}}}
- Wzór na długość promienia kuli wpisanej w sześcian:

{\displaystyle r={\frac {a}{2}}}
- Wzór na długość promienia kuli opisanej na sześcianie:

{\displaystyle R={\frac {d}{2}}={\frac {a{\sqrt {3}}}{2}}}
- Wzór na miarę kąta między ścianami:

{\displaystyle \alpha ={\frac {\pi }{2}}}
- Wzór na sumę długości krawędzi sześcianu:

{\displaystyle S_{k}=12a}

## Występowanie w naturze
Kryształy halitu (chlorku sodu), galeny (siarczku ołowiu),  pirytu (dwusiarczku żelaza) i fluorytu (fluorku wapnia) mogą przybierać sześcienne kształty.